# 本間貞樹
本間 貞樹（ほんま さだき、1953年6月4日- ）は、北海道釧路市出身の元アイスホッケー選手。現役時代のポジションはフォワード。

## 経歴
釧路市立鳥取中学校でアイスホッケーを始めた。釧路第一高等学校を経て、日本アイスホッケーリーグの王子製紙アイスホッケー部に入団した。
1979年、リーグ1位タイの17得点、13アシストをあげてウラジーミル・シャドリンに次ぐリーグ2位の30ポイントをあげて初めてオールスターチームに選ばれた。
1981年には40得点、21アシストをあげて最優秀選手に選ばれている。
1984年には前人未到の200得点、通算歴代最多の287得点をあげた（この記録は2004年に杉沢明人に更新された。）。
アイスホッケー日本代表としても1976年のインスブルックオリンピック、1980年のレークプラシッドオリンピックやアイスホッケー世界選手権に出場した。
2000年に苫小牧市スポーツマスターに選ばれた。
2006年王子製紙アイスホッケー部（2008年より王子イーグルス）の強化部長に就任した。2007-2008年シーズン、14シーズンぶりに優勝、2010-2011年シーズンレギュラーシーズン1位、2011-2012年シーズンもレギュラーシーズン1位、プレーオフでも6勝1敗で優勝している。
札幌市での2008年アイスホッケー世界選手権では解説を務めた。